# Metroid Dread
Metroid Dread és un videojoc d'acció-aventura desenvolupat per Mercury Steam i publicat per Nintendo el 8 d'octubre de 2021 per a la consola Nintendo Switch. Es tracta de la cinquena entrega en 2D de la sèrie on explica el que succeeix a l'acabar els esdeveniments de la quarta entrega, Metroid Fusion.
Ja era previst l'any 2005 per a la consola Nintendo DS però es va haver de cancel·lar per les limitacions tècniques. Tot i això, després de 19 anys, es va llurar el joc amb alta definició.
En el joc controles la caçadora de recompenses galàctic Samus Aran en el seu viatge per descobrir què passa l planeta ZDR, on s'ha descobert un paràsit que es creia extingit.

## Sinopsi
Després dels episodis de Metroid fusion, a la federació galàctica els arriba una gravació anònima que mostra que en un planeta anomenat ZDR, el paràsit X, capaç d'infectar qualsevol element orgànic, matar-lo i duplicar tant el seu cos com els seus coneixements, queda viu.
La federació, com que no podien creure's del tot el que mostra la gravació decideix enviar un grup de robots Exploradors Mòbils Multiformes Interplanetaris (o «E.M.M.I.») per investigar la situació i trobar la veritat. Poc més tard de que els E.M.M.I. arribessin a ZDR, es perd tot el contacte amb ells i desapareixen completament. La federació decideix posar en marxa un nou pla i envia l'única persona immune al paràsit a investigar, la caçadora de recompenses Samus Aran.
El que no s'espera ella és trobar-se que els robots enviats per la federació, ara la perseguiran amb un únic objectiu, exterminar-la. El joc, tanca el fil argumental que han seguit les cinc versions en 2D i posa fi a aquest arc que va començar el 1986.

## Modalitat
Metroid Dread és un videojoc d'acció, aventura i plataformes en 2,5 dimensions en el qual el jugador es mou amb una vista lateral. Els esdeveniments de la versió succeeixen al planeta ZDR, un món amb diferents zones connectades amb ascensors i altres mitjans de transport. A cada zona, hi ha diferents sales vinculades amb portes i camins.
L'objectiu és avançar per les diferents sales per arribar a la superfície. Durant el procés, la Samus (el jugador), ha aconseguir diferents objectes i utensilis per poder obrir pas a camins que abans eren bloquejats.
Durant l'aventura, el jugador ha de derrotar diferents enemics, tots amb un aspecte alienígena, que tots tenen mecàniques diferents a l'hora de lluitar contra ells.
També, al llarg del recorregut el jugador trobarà diferents zones especials anomenades «zones E.M.M.I.», destinades als robots del joc coneguts com a E.M.M.I.
Mentre el jugador s'estigui per aquesta zona, els robots E.M.M.I. el cerquen per tot arreu i intenten detectar-lo amb el soroll que fa en fer una acció, ja sigui moure's, disparar, etc. En mantenir contacte amb els robots, ells atraparan la Samus i intentaran matar-la. Això no obstant, disposa d'un petit moment per poder-se escapar del seu atac.
El joc manté la majoria de mecàniques antigues d'altres videojocs de Metroid juntament amb les noves pensades per poder avançar millor en aquesta entrega.

## Disseny i ambientació
Metroid Dread té ambientació específica tan musical com d'escenari per poder transmetre les diferents sensacions depenent d'on el jugador es trobi. Aquesta mateixa fa servir uns instruments específics i una melodia concreta caracteritzar un lloc alienígena.
El disseny de «mapejat» (l'estructura de l'escenari), està pensat perquè es pugui trobar el camí correcte en aquell precís moment en què es trobi el jugador, i el fa cercar un objecte concret per obrir el camí bloquejat. Així és com es coneix el gènere de videojoc anomenat Metroidvania. Tot i això, hi ha maneres d'obtenir certs objectes abans d'hora, la qual cosa canvia la ruta del joc completament. Fa ús d'un fons d'escenari concret per cada sala i cada zona, on sovint et pots trobar petits detalls que expliquen curiositats.

## Aspectes tècnics i mecàniques
El moviment de la Samus es forma de diferents mecàniques específiques com per exemple l'apuntat lliure que et facilita poder disparar amb millor precisió o el contraatac, que es fa servir per parar atacs enemics i contraatacar justament després de fer-ho. A part d'això, la Samus té petites animacions específiques per diferents accions com per exemple apuntar mentre s'està ajupida o quedar-se aguantada a una paret.
Pel que fa a mecàniques, hi ha una gran varietat d'objectes que ajuden per fer-ne de noves. Empra funcions ja vistes a altres versions com per exemple l'anomenada «morfoesfera» per convertir la Samus en esfera i que pugui avançar per camins més estrets o els míssils que són limitats, però serveixen per fer més mal a l'enemic o trobar camins secrets. A part d'això, també fa servir mecàniques noves com per exemple el camuflatge espectral que fa la Samus indetectable pels enemics.

## Història del desenvolupament

### 2005 - 2006
El videojoc va ser anunciat el juny de 2005 per a la Nintendo DS. La gent es va informar que el lliurament seguiria els esdeveniments de l'anterior, Metroid Fusion. La companyia Nintendo no va confirmar aquesta rumor. Al 19 de setembre de 2005, IGN va informar que desenvolupaven el joc, però sensa data de lliurament. Més tard, al 17 de setembre de 2006, la revista oficial de Nintendo va afegir Metroid Dread amb una possible data de llançament el novembre de 2006.
Al cap d'un temps, a la versió Metroid Prime 3: corruption" es va descobrir que en un registre dins del joc hi havia el text següent: «El projecte Metroid Dread s'apropa a les etapes finals de desenvolupament. Els resultats del projecte no han tingut èxit. Tots els intents d'emprar Metroids com a font d'energia d'armes han fallat.» Els fanàtics van creure que era una referència a Metroid Dread i que indicaven que el joc estava cancel·lat. Si més no, al 6 de setembre del 2007, Nintendo va negar l'existència del joc.

### 2010 - 2018

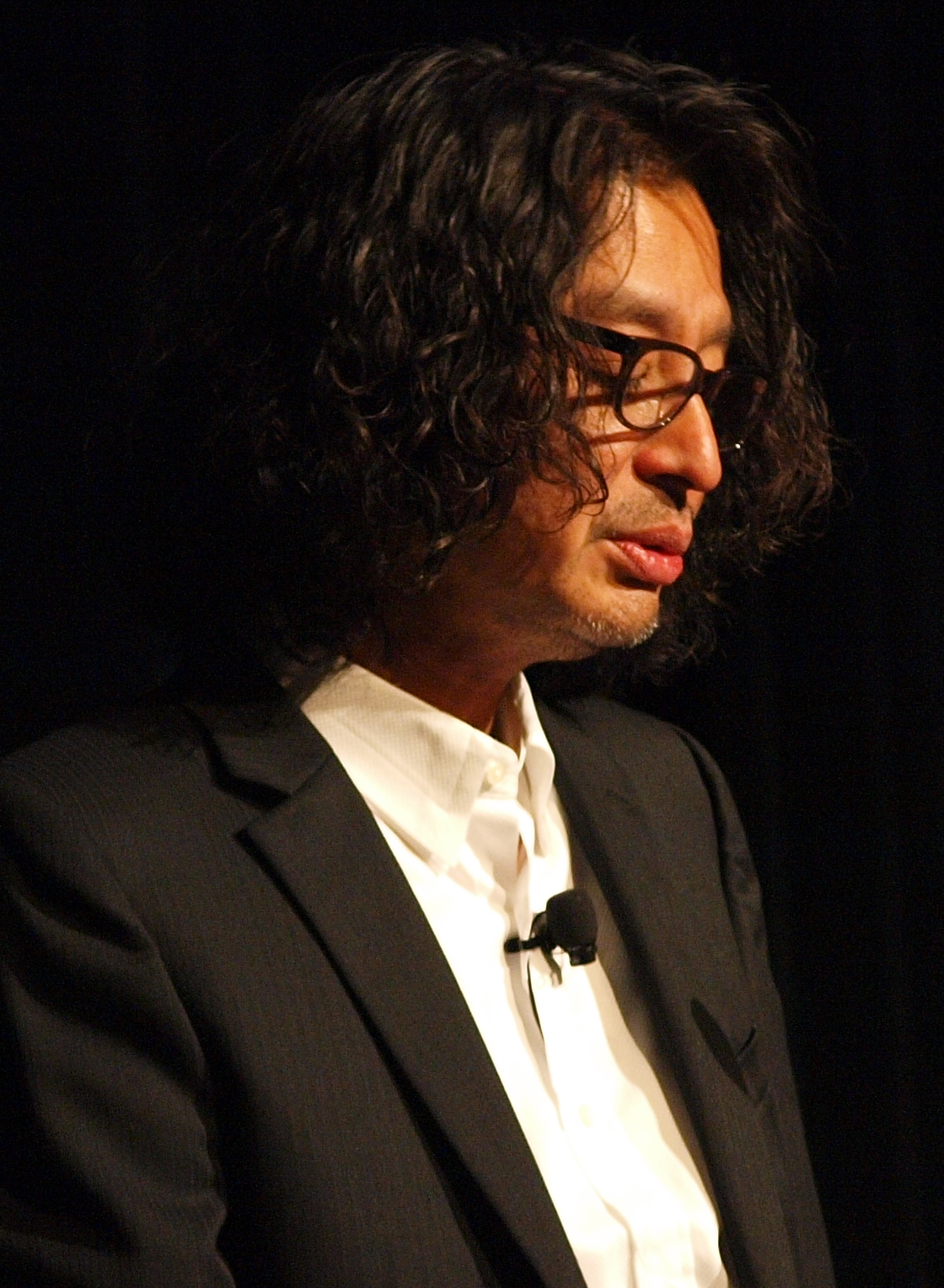
Yoshio Sakamoto, director de la saga Metroid

Yoshio Sakamoto, el cocreador i director de la saga Metroid, va dir que el joc havia existit en un moment i va comentar que preferiria tornar-lo a començar de zero. El 3 de maig de 2010, un editor de la IGN, va confirmar que la història de Dread acabada i que Nintendo el podia publicar en qualsevol moment. El juliol de 2015 s'hauria presentat un prototip secret al personal de la firma. Al llançament d'una nova versió de Metroid: Samus Returns molta gent va preguntar si estaria vinculat amb Dread.

### 2021
Metroid Dread finalment es va enunciar oficialment el E3 2021 de Nintendo el 15 de juny de 2021. El joc va sortir el 8 d'octubre de 2021. Sakamoto va descriure la història de desenvolupament del joc, confirmant que el joc se'n va cancel·lar dos cops. El joc es va tornar a desenvolupar el 2008 amb un prototip jugable, però es va tornar a cancel·lar poc més tard.

## Ventes
Dread va ser el joc número 1 en vendes a la botiga eShop de Nintendo Switch durant la setmana de l'11 d'octubre del 2021. Al Japó se'n van vendre unes 86.798 còpies durant la primera setmana. S'hi ha col·locat al top 3 de les millors estrenes de Nintendo a Espanya.
Va ser nomenat com a canditat a joc de l'any de Nintendo als premis Golden Joystick Awards 2021.

## Crítica
Actualment, Metroid Dread disposa d'un 8,8 de 10 al lloc web de crítiques anomenat Metacrític, i així és el quart joc millor valorat de Nintendo l'any 2021.